# 8 Korpus Armijny (LWP)
8 Korpus Armijny (8 KA) – wyższy związek taktyczny Sił Zbrojnych PRL.
Dowódcą korpusu był gen. bryg. Włodzimierz Kopijkowski, a w latach 1955–1956 płk Stanisław Wytyczak.

## Formowanie i zmiany organizacyjne
Korpus utworzono na bazie 8 Korpusu Piechoty  w 1952. Wchodził on w skład Warszawskiego Okręgu Wojskowego. Dowództwo korpusu stacjonowało w Olsztynie. W 1952 został podporządkowany dowódcy Pomorskiego Okręgu Wojskowego. Korpus rozformowano w grudniu 1956, w ramach redukcji Sił Zbrojnych PRL.
8 Korpus Armijny był korpusem typu B, co oznaczało, że wschodzące w jego skład jednostki były w znacznym stopniu skadrowane. Początkowo korpus miał w swoim składzie trzy dywizje piechoty typu B. W 1954 15 Dywizję Piechoty - przeformowano na dywizję zmechanizowaną typu B.    

## Skład korpusu (1955)
- Dowództwo i sztab – Olsztyn
- 21 Dywizja Piechoty – Lidzbark Warmiński
- 22 Dywizja Piechoty – Giżycko
- 15 Dywizja Zmechanizowana (od 1954)  - Olsztyn
- 139 pułk artylerii ciężkiej – Olsztyn
- 50 batalion łączności – Olsztyn
- 61 batalion saperów – Olsztyn

15 DZ stanowiła tzw. grupę szybką Korpusu.